# Микки Маус
Ми́кки Ма́ус или Микки-Маус (англ. Mickey Mouse «Мышь Микки») — мультипликационный персонаж, один из символов компании The Walt Disney Company и американской поп-культуры в целом. Представляет собой антропоморфного мышонка.
Данные о дне рождения не вполне однозначны. Официально днём рождения Микки считается 18 ноября 1928 года. Именно в этот день показали миру мультфильм «Пароходик Вилли». Хотя впервые кинозрители познакомились с Микки ещё 183 днями ранее (15 мая), когда вышел небольшой немой мультфильм «Безумный самолёт».
Говорит высоким и тонким голосом. До 1947 года Уолт Дисней лично озвучивал Микки Мауса, после же из-за хронического кашля вследствие курения был вынужден прекратить озвучку. Тогда компания Дисней поручила эту работу Джимми Макдональду. С 1977 года по 2009 год Микки Мауса озвучивал Уэйн Оллвайн.
Часто появляется в компании друга Дональда и собаки по кличке Плуто. Кроме того, у Микки есть подружка по имени Минни, его младший брат Морти и агрессивные и озорные племянники Майкл и Майло Филдмаус. Микки Маус фигурирует в мультфильмах, комиксах, видеоиграх и развлекательных парках.
Микки Маус появился в 1928 году после того, как Уолт Дисней потерял права на своего первого персонажа, удачливого кролика Освальда. Первые короткие анимационные фильмы с Микки Маусом были нарисованы Абом Айверксом, главным компаньоном Уолта Диснея. Впоследствии, с ростом популярности, Микки Маус начал фигурировать в полнометражных мультфильмах, на телевидении, комиксах и различных предметах.
С 1 января 2024 года ранняя версия Микки Мауса больше не защищена авторским правом, образ Микки Мауса и других персонажей из мультфильма «Пароходик Вилли» перешли в общественное достояние. Причем произошло это на 40 лет позже запланированного из-за лоббистской деятельности The Walt Disney Company. Специально ради Микки Мауса срок действия авторских прав в США два раза увеличивали на 20 лет. Из-за этого ситуацию с авторскими правами в США даже шутливо называли «Законом о защите Микки Мауса». Стоит, однако, уточнить, что в общественное достояние пока перешел лишь самый ранний образ Микки Мауса, его более современные версии всё еще защищены авторским правом.

## История

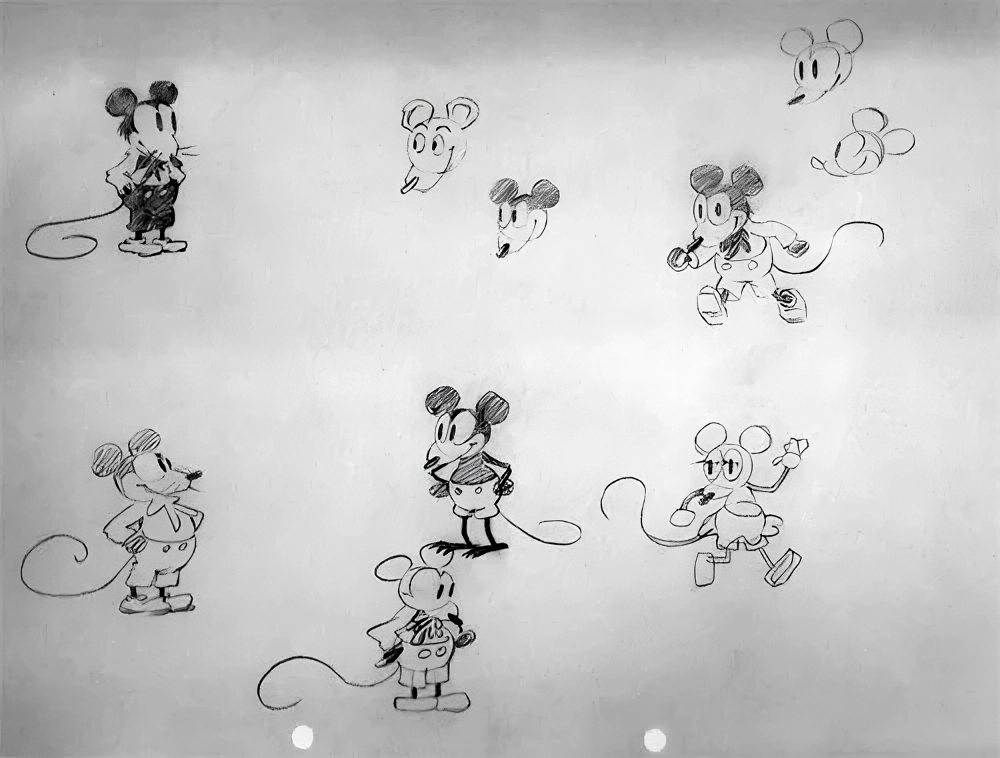
Самый ранний из известных концепт-артов Микки Мауса и Минни Маус, датированный началом 1928 года, в основном приписываемый Абу Айверксу, но предположительно также включающий работы Уолта Диснея и Леса Кларка; из коллекции семейного музея Уолта Диснея

### Замена Освальду
История Микки Мауса очень насыщена, особенно первые её десятилетия. Его появление в конце двадцатых годов совпало с появлением множества технических нововведений в кинематографе. Само рождение персонажа связано с рядом обстоятельств:
Микки Маус был создан в качестве замены кролику Освальду, права на которого Уолт потерял из-за недостаточной осмотрительности. Кролик Освальд был создан Айверксом в начале 1927 года. Произведения с ним создавались компанией Диснея и распространялись компанией Universal Pictures. В течение года Освальд получил известность и стал приносить доход.
В феврале 1928 года Уолт обратился к Минтцу с просьбой об увеличении финансирования. Однако компания Universal Pictures не только сократила расходы на производство предусмотренных по контракту работ, но и переманила часть художников и аниматоров. Кроме того, права на персонажа, согласно в спешке подписанному контракту, принадлежали компании Universal Pictures, и она могла отказаться от услуг Диснея, что послужило важным аргументом в переговорах. Расстроенный Дисней решил начать всё с нуля.
Уолт потерял большую часть команды аниматоров. Совместно с несколькими преданными сотрудниками, в число которых входили Аб Айверкс и Лес Кларк, он начал в тайне от остальных работать над новым персонажем, в то время как (уже не его) команда продолжала работу над мультфильмами про кролика Освальда. Уолт хорошо запомнил свою первую неудачу и с тех пор всегда внимательно следил за соблюдением авторских прав на все работы.

### Рождение персонажа
Мнения биографов Диснея расходятся относительно точного срока создания Микки Мауса. Выдвигаются различные даты с конца января по 21 мая 1928, когда Уолт Дисней подал заявку на регистрацию соответствующего товарного знака.
Айверкс в одном интервью сказал, что долго экспериментировал с другими видами — лягушонком, котёнком и щенком. Все были отвергнуты Уолтом.
Майкл Бэрриер отсылает читателя к воспоминанием Лилиан Дисней, согласно которым, после некоторых раздумий Дисней счёл мышонка привлекательным персонажем. Бэрриер упоминает, что несколькими годами спустя Дисней заявил, что выбор мышонка был обусловлен тем, что студия «Laugh-O-Gram» в Канзас-сити, на которой он работал в начале двадцатых, была буквально наводнена этими грызунами, как и мультфильмы тех времён, и он решил попробовать приручить одного.

### 1928: Первое появление на экране
постере 1928 года]]

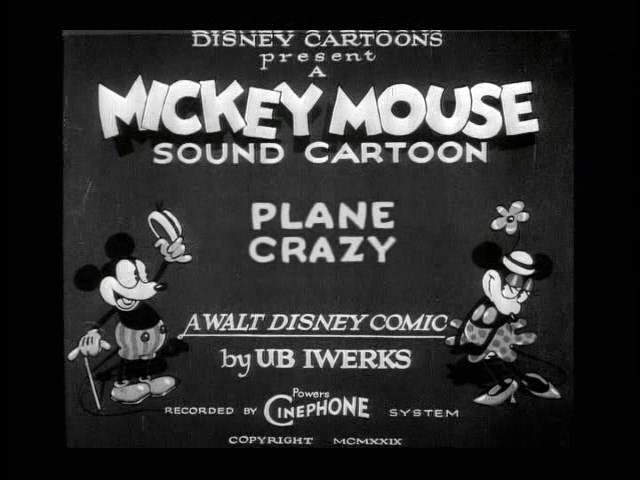
Титры мультфильма «Безумный самолёт»

Датой рождения Микки Мауса считается 18 ноября 1928 года, день первого показа «Пароходика Вилли» в «Colony Theater» в Нью-Йорке. Этот мультфильм часто называют первым звуковым, хотя самым первым в истории был один из эпизодов Song Car-Tunes Макса Фляйшера, представленный в 1924 году.
Микки Маус фигурировал в немом мультфильме «Безумный самолёт» (Plane Crazy), представленном 15 мая 1928 года. Мультфильм был создан под впечатлением от подвига Чарльза Линдберга, но не получил успеха. Несмотря на неудачу, Уолт в конце лета выпустил новый мультфильм «Галопом на страусе» (The Gallopin' Gaucho). Проблемы привели к тому, что Уолт стал искать дистрибьютора. Частично сложности были обусловлены сходством с его предыдущими работами.
Против ожидания, Дисней взялся за производство третьего фильма «Пароходик Вилли», премьера немой версии которого состоялась 29 июля 1928 года. Он понял, что его мультфильмам нужна отличительная черта, которая позволила бы им выделиться среди работ конкурентов и предшественников.

#### Графическое нововведение: белые перчатки
Микки Маус не носил белых перчаток до выхода мультфильма «Деревенская опера» 28 марта 1929 года. «Деревенская опера» был вторым мультфильмом 1929 года, и, начиная с него, мышонок почти всегда появлялся в перчатках. В этом мультфильме Микки предстаёт в роли пианиста. Три чёрные линии на тыльной стороне перчатки — складки, характерные для детских перчаток того времени.

### 1929: Микки Маус в различных ролях

#### Просто мышь
В мультфильме «В гостях у кота» Микки появляется в ремейке короткометражки студии «Комедии Алисы» под названием Alice Rattled by Rats. В этом мультфильме фигурирует кот по имени Нипп (англ. Kat Nipp), который живёт в особняке. Его присутствие отпугивает мышей. Кот Нипп отправляется на охоту, а мыши, пользуясь его отсутствием, проникают в дом. Минни и Микки пытаются устроить из этого праздник.
Кот Нипп уже появлялся ранее в мультфильме «Деревенская опера» под именем Том, из-за чего его можно перепутать с котом Томом из мультсериала «Том и Джерри», созданного в 1940 году Уильямом Ханна.
В этом мультфильме Микки и Минни представлены как простые мыши: они размером с обычных мышей, в то время как в предыдущих и последующих мультфильмах их рост сравним с человеческим (и сами они более антропоморфны).

#### Галантный кавалер
В мультфильме The Barn Dance, вышедшем 14 марта 1929 года, Минни отвергает ухаживания Микки Мауса, предпочтя ему Чёрного Пита. В этом мультфильме Чёрный Пит изображён в несвойственной ему роли джентльмена, а Микки Маус выступает не как главный герой, а как молодой и не очень удачливый ухажёр. Страдания от неразделённой любви выдают чувствительную и ранимую часть характера Микки. Некоторые критики[кто?] усмотрели в этом мультфильме попытку усилить сочувствие зрителей по отношению к герою.

#### Солдат
В мультфильме «Битва на скотном дворе», вышедшем 25 апреля 1929 года, Микки Играет роль солдата в войне мышей и котов и принимает участие в сражениях. Его подразделение выступает против отряда Чёрного Пита. Несмотря на то, что эпизод является вымышленным, стороны носят узнаваемые элементы. Кошки носят островерхие шлемы — характерные немецкие каски Первой мировой, в то время как мыши поют гимн Конфедерации времён Гражданской войны. В 1929 году в Америке воспоминания об этих событиях были ещё живы.

#### Турист
Один из последних короткометражных мультфильмов про Микки Мауса «Ритм джунглей» вышел 15 ноября 1929 года. В нём Микки оказывается где-то в Африке на сафари. В начале мультфильма Микки Маус едет на слоне и вскоре оказывается между разъярённым львом и медведем. Пытаясь успокоить животных, Микки начинает играть музыку, под которую различные звери танцуют.

## Произведения с Микки Маусом

### Фильмография

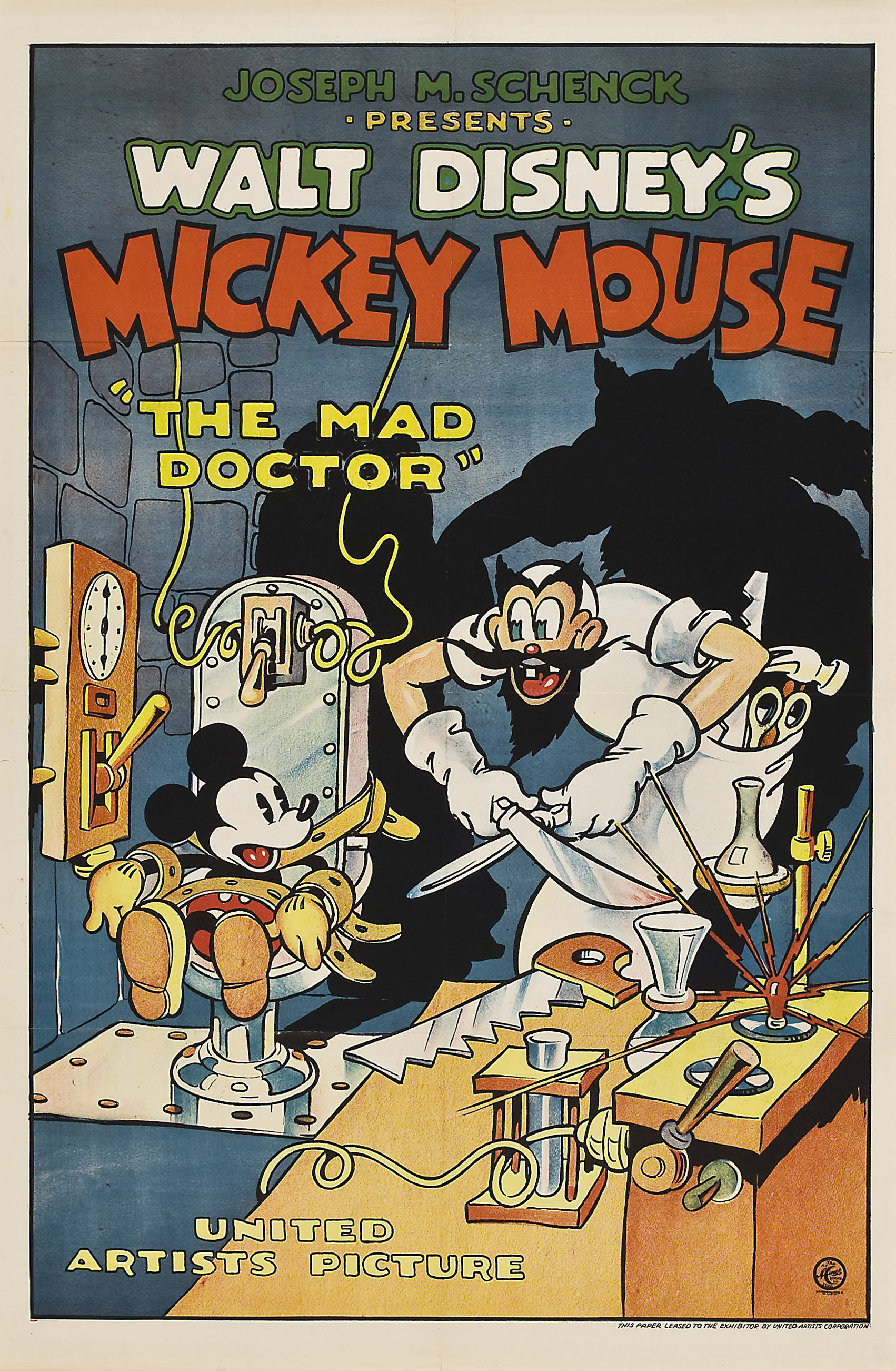
Микки Маус на постере мультфильма «Безумный доктор» (1933)

#### Избранные короткометражки
1. 1928 Безумный самолёт (Plane Crazy)
2. 1928 Галопом на страусе (The Gallopin' Gaucho)
3. 1928 Пароходик Вилли (Steamboat Willie)
4. 1929 Сельские танцы (The Barn Dance)
5. 1929 Деревенская опера (Opry House)
6. 1929 В гостях у кота (When the Cat’s Away)
7. 1929 Деревенский парень (The Plow Boy)
8. 1929 Битва на скотном дворе (The Barnyard Battle)
9. 1929 Продавец с ярмарки (The Karnival Kid)
10. 1929 Глупости Микки (Mickey’s Follies)
11. 1929 Паровоз Микки (Mickey’s Choo-Choo)
12. 1929 Дурацкий джаз (The Jazz Fool)
13. 1929 Бурные волны (Wild Waves)
14. 1929 Ритм джунглей (Jungle Rhythm)
15. 1929 Дом с призраками (The Haunted House)
16. 1930 Просто Микки (Just Mickey)
17. 1930 Концерт на скотном дворе (The Barnyard Concert)
18. 1930 Кактус Кид (The Cactus Kid)
19. 1930 Бойцы с огнём (The Fire Fighters)
20. 1930 Шумная вечеринка (The Shindig)
21. 1930 Заключённые (The Chain Gang)
22. 1930 Тайна гориллы (The Gorilla Mystery)
23. 1930 Пикник (The Picnic)
24. 1930 Дни первопроходцев (Pioneer Days)
25. 1930 Минни Йо Хо (Minnie’s Yoo Hoo)
26. 1931 Вечеринка на день рождения (The Birthday Party)
27. 1931 Дорожные неприятности (Traffic Troubles)
28. 1931 Дворовое радио (The Barnyard Broadcast)
29. 1933 Микки Маус на стройке (Building a Building)
30. 1933 Безумный доктор (The Mad Doctor)[12]
31. 1935 Концерт (The Band Concert)
32. 1936 Сквозь зеркало (Thru the Mirror)
33. 1937 Чистильщики часов (Clock Cleaners)
34. 1937 Одинокие привидения (Lonesome Ghosts)
35. 1938 Как построить корабль (Boat Builders)
36. 1938 Храбрый портняжка (Brave Little Tailor)
37. 1939 Указатель (The Pointer)
38. 1941 В стиле 90-х (The Nifty Nineties)
39. 1941 Лапа помощи (Lend a Paw)
40. 1942 Час симфонии (Symphony Hour)
41. 1942 День рождения Микки (Mickey’s Birthday Party)
42. 1948 Микки и тюлень (Mickey and the Seal)
43. 1953 Простые вещи (The Simple Things)
44. 1983 Рождественская история Микки (Mickey’s Christmas Carol)
45. 1990 Принц и нищий (The Prince And The Pauper)
46. 1995 Сойти с ума (Runaway Brain)
47. 2013 Конь-огонь (Get a Horse!)
48. 2023 Однажды в студии (Once Upon a Studio)

#### Фильмы
1. 1934 Вечеринка в Голливуде
2. 1940 Фантазия
3. 1947 Весёлые и беззаботные
4. 1988 Кто подставил кролика Роджера
5. 1998 Микки: Однажды под Рождество
6. 1999 Фантазия 2000
7. 2001 Дом злодеев. Мышиный дом
8. 2001 Волшебное Рождество у Микки
9. 2004 Микки, Дональд и Гуфи: Три мушкетёра
10. 2004 Микки: И снова под Рождество

### Сериалы
1. Телепрограмма «Клуб Микки Мауса» (1955—1996)
2. Мультсериал «Всё о Микки Маусе» (1999—2000)
3. Мультсериал «Мышиный дом» (2001—2003)
4. Мультсериал «Клуб Микки Мауса» (2006—2016)
5. Мультсериал «Микки Маус» (2013—2019)
6. Мультсериал «Микки Маус: Мир приключений» (2017—2021)
7. Мультсериал «Удивительный мир Микки Мауса» (2020—2023)
8. Мультсериал «Домик Микки Мауса» (2021—настоящее время)

### Старые книги
- Пожарная бригада Микки
- Зазеркалье
- Соперник Микки
- Пикник беспризорников
- Отдых на Гавайях
- Охотники на лосей
- Страшный червяк

### Комиксы
Комиксы с участием Микки появились впервые 13 января 1930 года. Тогда это ещё были рассказики в 3—6 кадров. Вплоть до 1975 года художником-иллюстратором комиксов с Микки Маусом выступал Флойд Готтфредсон.

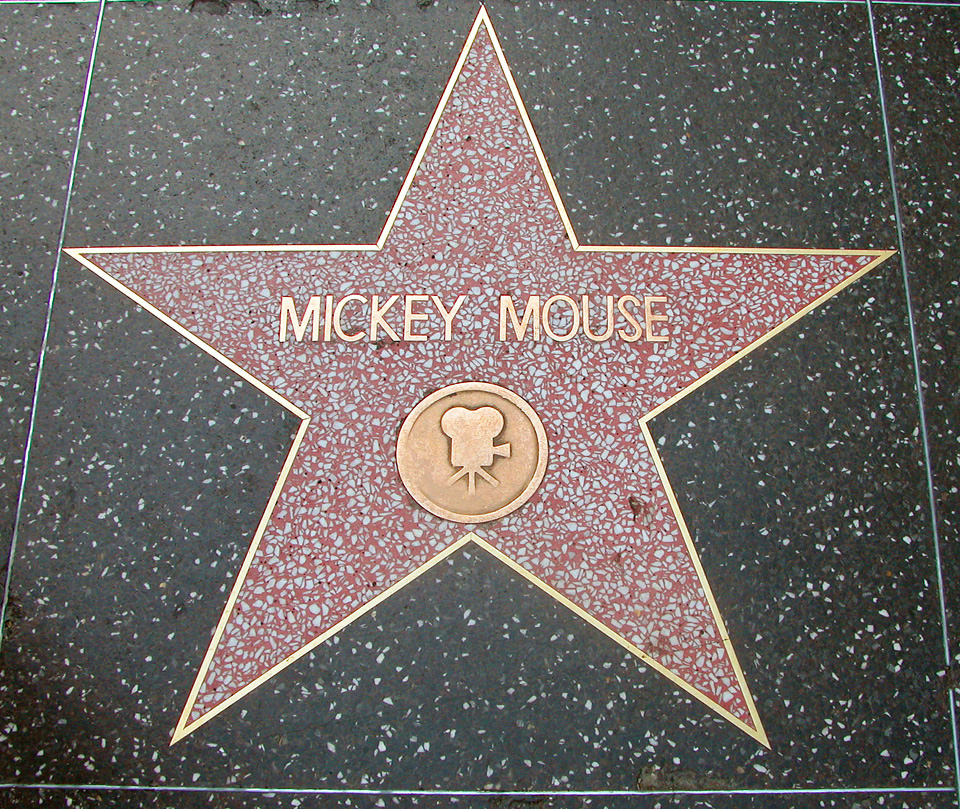
Звезда Микки Мауса на Аллее славы

## Оценки
Авторы книги «О мышах и магии. История американского рисованного фильма» (Of Mice and Magic: A History of American Animated Cartoons) Леонард Малтин (Leonard Maltin) и Джерри Бек (Jerry Beck) отмечают, что в отличие, например, от других известных диснеевских персонажей, Микки Маус страдает одним существенным недостатком — отсутствием явных недостатков.
В редакционной статье, опубликованной в качестве некролога на смерть Уолта Диснея (1965 год), газета The New York Times написала: «Дисней подарил нам и миру дружелюбного и обаятельного мышонка Микки. В историю он войдет как отец Микки Мауса».

## Награды
- Микки Маус получил звезду на Аллее славы в Голливуде.
- В 1932 году Уолт Дисней получил Премию «Оскар» за выдающиеся заслуги в кинематографе — За создание Микки Мауса.

## Коммерческое использование
Существует большое число производных продуктов, использующих образ Микки Мауса, и отчисление за использование образа приносят компании Диснея существенный доход. С 1930 выпускаются куклы в виде Микки Мауса.
Микки-Маус является логотипом корпорации Диснея. Во многих диснеевских фильмах и во всех парках Диснея есть феномен «скрытого Микки» — в неожиданный момент появляется тень или какая-то иная композиция в кадре в форме головы и круглых ушей Микки Мауса, своего рода камео.

## Авторские права

Символическое представление ситуации с авторскими правами на персонаж

В 1971 году группа американских карикатуристов, возглавляемая художником Дэном О’Ниллом и называвшая себя Air Pirates, издала два выпуска комиксов, представлявших собой пародии на Микки Мауса и ряд других персонажей мультфильмов студии The Walt Disney Company. В этих историях О’Нилл изобразил Микки и Минни, занимающихся сексом, употребляющих и сбывающих наркотики. Компания Walt Disney Productions подала иск против Air Pirates, обвинив группу художников в нарушении авторских прав.
The Walt Disney Company борется за непрекращение охраны авторских прав на образ Микки Мауса, стоимость которого в 2008 году оценивалась в сумму более трёх миллиардов долларов США.
Из‑за деятельности компании, направленной на периодическое продление сроков охраны имущественных авторских прав, Микки Маус к 2008 году так и не стал общественным достоянием. Закон о продлении срока охраны авторских прав (англ. Copyright Term Extension Act) 1998 года иногда называют «Законом об охране Микки Мауса» (англ. Mickey Mouse Protection Act).

## Цензура
В 1936 году мультфильмы с участием Микки-Мауса были запрещены к показу в нацистской Германии. Историк Герхард Вайнберг в книге «Германия, Гитлер и Вторая мировая война» (англ. Germany, Hitler, and World War II: Essays in Modern German and World History) приводит такие объяснения: во-первых, Диснея считали евреем, а во-вторых, Гитлер был возмущён серией, в которой Микки был одет в форму прусского офицера; также, поскольку пропаганда Третьего рейха называла евреев «крысами», появление Микки могло негативно повлиять на взгляды «истинных арийцев». При этом сам Гитлер с удовольствием смотрел эти мультфильмы, они сохраняли популярность и в Третьем рейхе. По схожим причинам Микки Мауса запрещали в фашистской Италии (в 1938 году), в Румынии (1935 год, поскольку гигантская мышь могла испугать зрителей) и в ГДР (как символ американского империализма).
В августе 2011 года в городе Таруса Калужской области районный суд признал экстремистским материалом работу Александра Савко из серии «Путешествия Микки Мауса по истории искусства», а в 2012 году работа была внесена в Федеральный список экстремистских материалов (п. 1271).